# Challenger de Guimarães 2013
El Guimarães Open 2013 fue un torneo de tenis profesional que se jugó en pistas duras. Se trató de la primera edición del torneo que forma parte del ATP Challenger Tour 2013 . Tuvo lugar en Guimarães, Portugal entre el 22 y el 28 de julio de 2013.

## Jugadores participantes del cuadro de individuales

### Cabezas de serie
| País                | Jugador                 | Rank1 | Favorito |
| Bandera de Portugal | João Sousa              | 93    | 1        |
| Bandera de Alemania | Benjamin Becker         | 99    | 2        |
| Bandera de Japón    | Go Soeda                | 109   | 3        |
| Bandera de Rumania  | Marius Copil            | 136   | 4        |
| Bandera de España   | Daniel Muñoz de la Nava | 145   | 5        |
| Bandera de Italia   | Matteo Viola            | 147   | 6        |
| Bandera de Italia   | Flavio Cipolla          | 150   | 7        |
| Bandera de Francia  | Josselin Ouanna         | 160   | 8        |
| ------------------- | ----------------------- | ----- | -------- |

- 1 Se ha tomado en cuenta el ranking del 15 de julio de 2013.

### Otros participantes
Los siguientes jugadores recibieron una invitación (wild card), por lo tanto ingresan directamente al cuadro principal:
- João Domingues
- Goncalo Pereira
- Frederico Ferreira Silva
- Rui Pedro Silva

Los siguientes jugadores ingresan al cuadro principal tras disputar el cuadro clasificatorio:
- Jaime Pulgar-García
- Matteo Donati
- Iván Arenas-Gualda
- Andrés Artunedo

## Campeones

### Individual Masculino
- João Sousa  derrotó en la final a  Marius Copil por 6-3, 6-0.

### Dobles Masculino
- James Cluskey /  Maximilian Neuchrist  derrotaron en la final a  Roberto Ortega-Olmedo /  Ricardo Villacorta por 6(5)-7, 6-2, [10-8].